# 第二次長沙作戦
第二次長沙作戦（だいにじちょうささくせん）とは、日中戦争中の1941年12月24日から1942年1月16日まで、湖南省の長沙周辺で行われた日本陸軍の作戦である。

## 概要
太平洋戦争の開戦により始まった香港攻略作戦（第23軍）を支援する目的で前回の第一次長沙作戦の3分の2の兵力である第11軍が実施した。広東方面へ南下した中国軍を牽制するのが当初の目的だったが、長沙攻略戦へと発展した。しかし、日本軍は第一次長沙作戦が事前から周到に計画準備された作戦であったのに対し、今回の作戦は咄嗟に決心されたものであり、弾薬・食料・医療品・輸送手段などの十分な準備もないまま長沙への進攻を開始したため長沙周辺で準備していた敵の頑強な抵抗を受け、長沙占領や市内突入を果たせないまま、その後反転して引きあげたため、中国側は戦勝を喧伝した。
当初の作戦呼称はさ号作戦。中国側呼称は第三次長沙会戦。

## 背景

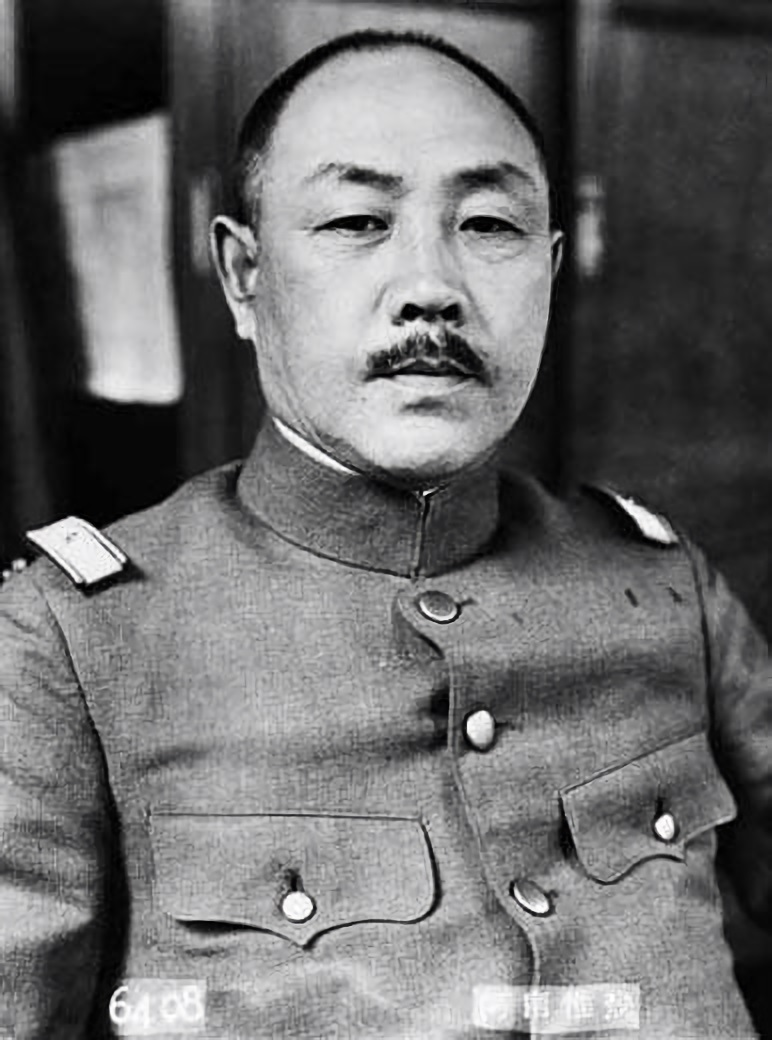
阿南惟幾中将

1941年9月から10月にかけて行われた第一次長沙作戦について、第11軍司令官の阿南惟幾中将は大きな成果を収めたと満足していた。ところが11月23日頃、支那派遣軍総司令部内での「長沙作戦がかえって敵の逆宣伝の材料になっている」との声が耳に入り、阿南軍司令官は鬱憤を募らせた。また、太平洋戦争の開戦によって中国戦線が戦争の主戦場で無くなったとみる風潮が広がるのを恐れた阿南軍司令官は、積極的・攻撃的な態勢を整えるよう訓示を行った。
12月8日、華南の日本軍（第23軍）は香港攻略作戦を開始したが、この背後を衝くため中国軍（第4軍・暫編第2軍）が、長沙付近から広東方面への南下を開始した。これを知った第11軍では、すぐさま中国軍の南下を牽制する作戦が検討され、12月13日には阿南軍司令官が即座に作戦を決裁した。第一次長沙作戦が事前から周到に計画準備された作戦であったのに対し、今回の作戦は咄嗟に決心されたものであり、弾薬・食料・医療品・輸送手段などの準備は十分に整っていなかった。
この牽制作戦の構想は、3個師団を投入して、新牆河南岸の第20軍を撃破し、汨水（岳州と長沙の中間）南側で第37軍を撃破、二週間で作戦を終えるという簡単なものであった（当時の日本軍の判断では、この方面の中国軍は第20軍・第58軍・第37軍の計7個師ほどと考えられていた）。
しかし軍司令部内では、早くも「長沙進攻」が議論されていた。木下勇参謀長によれば、12月19日に軍司令部を訪れた第3師団長の豊嶋房太郎中将は作戦の方針に満足せず、長沙へ行きたがっている様子であったとされ、第3師団の兵士の間でも「長沙へ行く」との噂が広がっていた。また、12月20日の阿南軍司令官の日誌にも既に「第二次長沙作戦」との記述があり、長沙占領を決心していたとみられている。

## 中国軍の防衛方針

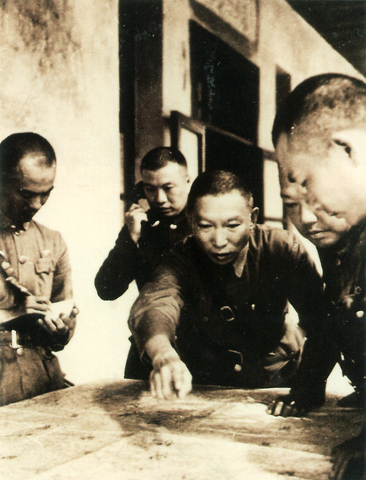
第9戦区司令長官薛岳上将

第一次長沙作戦後、重慶国民政府は長沙の不落を宣伝し、湖南省・長沙の重要性を認識した蔣介石委員長は、第6、第9戦区の軍長・師長を南岳へ招集して督励した。また、第9戦区司令長官・薛岳上将は、11月17日に戦区内の官僚・軍人代表を長沙に集め、軍民一体による戦備の強化を訴えた。薛岳長官は、その防衛方針として「天炉戦法」と名付けた後退決戦の戦略を示した。それは道路の徹底破壊、中間地帯の焦土化（空室清野）、伏撃地区の縦深配置などで敵との戦力の逆転を図り、決戦地区（長沙付近）に誘い出した日本軍を四周から「天然の炉で鉄を溶かす」ように包囲殲滅するという戦略である。
この方針に基づいて、新牆河―汨水の間の地域が伏撃・誘撃地帯、瀏陽河―撈刀河間の地区が決戦地区に指定され、各部隊が配置された。また、湖南省の民衆は道路の破壊、水田の蓄水、食料の運び出しなどの作業に総動員され、保甲制度等の民衆組織を強化して準備を整えた。これら民衆組織は、土木作業などのほかに密偵の役割も果たし、狼煙をあげて日本軍の接近を知らせた。道路破壊・陣地構築・輸送・警戒連絡などに動員された民衆は20万人以上に達した。
長沙城について薛岳長官は、第10軍（軍長：李玉堂）にその防衛を命じた。第10軍は市民・物資を疎開させ、城壁内外に堡塁・陣地を構築し、配兵・砲の設置を行なって戦闘準備を整えた。また、野戦重砲第1旅（十五糎榴弾砲装備）が長沙の湘江対岸にある岳麓山に砲兵陣地を置いた。さらに、長沙には四方から多くの有線通信系統が構成され、通信網が完備していた。

## 参加兵力

### 日本軍
- 第11軍 - 軍司令官：阿南惟幾中将、参謀長：木下勇少将
  - 第3師団 - 師団長：豊嶋房太郎中将 （歩兵6個大隊、砲兵4個大隊）
  - 第6師団 - 師団長：神田正種中将 （歩兵9個大隊、砲兵3個中隊、独立山砲兵第2連隊）
  - 第40師団 - 師団長：青木成一中将 （歩兵7個大隊、砲兵3個大隊）
  - 独立混成第9旅団 - 旅団長：池ノ上賢吉少将 （歩兵2個大隊、砲兵2個中隊）
  - 澤支隊、外園支隊、野口支隊 （各歩兵1個大隊）
  - 軍工兵隊、第11野戦輸送隊、軍直轄部隊
  - 協力 - 第1飛行団（飛行第44戦隊、飛行第54戦隊など）

### 中国軍
- 第9戦区 - 司令長官：薛岳上将 （※各軍は2～3個師編成で軍直轄の砲兵を持つ）
  - 第19集団軍 - 総司令：羅卓英 （第26軍、第79軍）
  - 第27集団軍 - 総司令：楊森 （第20軍、第58軍）
  - 第30集団軍 - 総司令：王陵基 （第78軍、新編第15師）
  - 第4軍、第37軍、第99軍、第73軍
  - 長沙守備 - 第10軍 （軍長：李玉堂、第3師、予備第10師、第190師）
  - 野戦重砲第1旅（十五糎榴弾砲数門）
  - その他（新編第3軍、第74軍、第72軍など）

## 経過

### 汨水までの作戦
12月24日、第6師団と第40師団は新牆河の渡渉を開始した。両師団とも中国軍の頑強な抵抗に遭ったが、夜襲を繰り返してその陣地を突破した。第3師団と澤支隊は、25日早朝から攻撃前進を開始した。
12月25日、香港のイギリス軍が降伏したため、岳州の戦闘司令所にいた阿南軍司令官は、翌朝漢口への帰還を予定していた。しかし26日は悪天候で出発できず、阿南軍司令官は帰還を見合わせ、それからは長沙進攻への熱意を燃やすようになった。汨水の南岸の中国軍は、第37軍（第60、第95、第140師）、第99軍（第92、第99師）と判断され、29日からの攻撃が予定されていた。
第3師団は汨水の渡河を急ぎ、12月27日の昼に時間を繰り上げて渡河を開始した。対岸の第99軍はトーチカ・既設陣地から頑強に抵抗したが、重火器の援護をうけた第3師団各部隊はその抵抗を排除して28日夜までに渡河、第37軍の背後にまわる追撃を開始した。
第6師団は12月26日夜から、第40師団は29日から汨水の渡河を行ったが、河は数日続いた雨雪のために増水し、架橋作業・渡河には多くの困難がともなった。渡河完了後も、南岸地区の中国軍は険しい山地の地形を利用して頑強な抵抗を行った。12月30日夜、第40師団後方では輜重兵第40連隊が敵襲を受け、連隊長森川敬宇中佐が戦死した。第40師団内では、汨水渡河後に作戦を打ち切って反転するという噂が流れており、これが弾薬の消耗を早めてしまう一因となった。

### 独断の長沙進攻
第11軍部隊が汨水南岸の第37軍包囲作戦を進めている頃、阿南軍司令官は長沙進攻に熱意を燃やしており、慎重な意見を述べる参謀を深夜まで説得する一幕があった。12月27日、第11軍参謀部は支那派遣軍総司令部に長沙進攻の許可を求め、武漢警備中の独立混成第9旅団を戦場へ呼び寄せた。しかし総司令部からの返事は阿南軍司令官の期待したものではなかった。
12月29日、第3師団の豊嶋師団長は軍司令部に対して「長沙進攻」を意見具申した。この日、阿南軍司令官は「独断」による長沙進攻を決心し、長沙方面へ向かう追撃を命令した。この独断を事後承認したことについて、支那派遣軍総司令官畑俊六大将は非常に不満に思っていた。また、この命令は第3師団以外の部隊にとっては不意打ちのもので、各部隊とも兵站などの準備がまったく無く以後の足並みが揃うことはなかった。
長沙進攻の命令を受け取った第3師団は、第37軍に対する包囲移動をやめるとすぐに長沙への突進を開始した。一方、突然の命令を受け、すでに第3師団が長沙へ向かっていることを知った第6師団長神田正種中将はこの事態に憤慨したが、やむなく不眠不休による進撃を開始した。

### 長沙城の戦い
1942年1月1日、瀏陽河を渡河し終えた第3師団は長沙城外の高地を攻撃、高地の中国兵（前方警戒部隊だった）が一斉に後退すると追撃に移った。長沙の占領を急いだ第3師団は、師団直轄の加藤大隊（長：加藤素一少佐）を戦線に投入した。加藤大隊は中国軍陣地への夜襲を行ったが猛射撃をうけて前進不能となり、加藤大隊長は銃弾を受けて戦死した。翌1月2日、中国軍は加藤大隊長の遺体から出動以来の計画・命令の書類を手に入れた。日本軍の企図や、弾薬が尽きかけている実情を察知した薛岳長官は、「わずかに紙一枚の軽さといえども、万挺の機関銃より重し」と喜んだ。

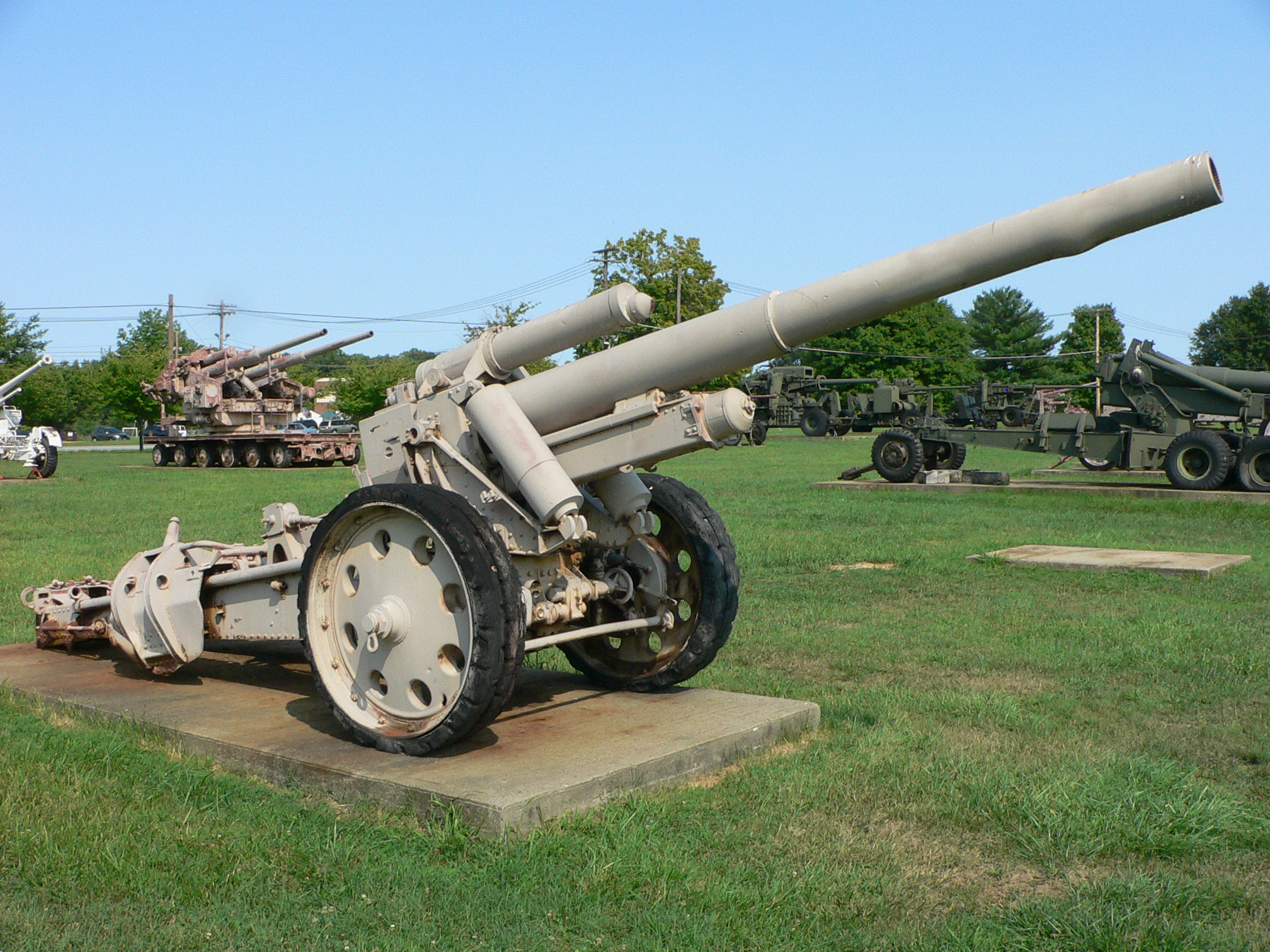
十五糎榴弾砲（15cm sFH 18）

1月2日になると長沙前面の迫撃砲、岳麓山の重砲が一斉に活動を始め、第3師団の各地域に砲弾が落下した。前線部隊は城壁をめざして突撃を繰り返したが中国軍の抵抗も猛烈で、一進一退の争奪戦が続いた。この日、㮾梨鎮（長沙の東方12キロ）付近にいた第6師団のところへ第3師団の参謀が訪れ、長沙城攻撃への加入を要請した。しかし、第3師団の独走を不満に思っていた神田師団長はこの要請を拒絶した。
第3師団の苦戦を憂慮した軍司令部は、第6師団に長沙城攻撃加入を命令した。重い腰を上げた第6師団は長沙北側へ急進し、翌1月3日から攻撃を開始した。第6師団部隊は長沙城北側陣地を急襲して占領したが、中国軍は対岸の岳麓山から重砲の集中射撃で反撃し、日本側の損害が続出した。
日本軍主力が長沙城への攻撃を続行しているころ、その背後からは中国軍約30個師が包囲網を狭めつつあった。瀏陽河渡河点付近の日本軍守備隊や工兵隊、輜重部隊は押し寄せた中国軍と渡河点を巡っての争奪戦を繰り広げた。

### 反転開始
1月3日、軍司令部では長沙の戦況を憂慮した参謀長たちが、阿南軍司令官に戦闘中止と反転開始を具申した。阿南軍司令官は一度は却下したが、後に幕僚たちが再び強く意見具申するとやむなく承認した。軍司令部から反転命令が出されると、第3師団の豊嶋師団長は加藤少佐奪回・長沙攻略のため更に一日の延期を要請し、第6師団にも協力を依頼した。しかし、第3師団は既に700人以上の損害と弾薬の欠乏、岳麓山からの重砲の猛射を受けており、そこへ第6師団の神田師団長から軍命令に従うべきだとの意見書を受け取ったため、豊嶋師団長は反転の準備に取り掛かった。
1月4日、日本軍は反転を開始した。第6師団は瀏陽河を渡河し終えたが、第3師団の渡河点はすでに中国第79軍が抑えており、第6師団が第3師団の渡河を援護することになった。渡河点には追撃の中国軍が続々と集まり、日本軍の各部隊はその包囲と追撃を突破しながら離脱した。1月6日、第3師団の歩兵第26旅団（長：石川忠夫少将）が第26軍に包囲されたため飛行部隊が出撃してその離脱を支援し、1月4日から包囲されていた輜重兵第3連隊は歩兵第68連隊に救出された。

### 大山塘の戦い
第40師団は1月1日以来金井（キンセイ）付近で第37軍との戦いを続けていたが、軍主力の反転援護のため春華山への前進を命令され、歩兵第236連隊を援護のため大山塘（金井―福臨舗中央の丘陵地帯）に残して転進した。
1月5日、大山塘に残された歩兵第236連隊はすでに弾薬の不足をきたしていたが（およそ20％以下）、中国軍（第37軍）の攻撃に備えて防御配置についた。1月6日、大山塘南端の警戒陣地（1個中隊守備）へ中国軍が迫撃砲の集中射と手榴弾兵の突撃を仕掛けてきた。1月7日未明には第37軍が大山塘へ一斉に攻撃を開始した。突然の猛砲撃に加え優勢な中国兵の突撃によって、歩兵第236連隊はたちまち100人以上の死傷者を出した（大隊長・中隊長など多数の将校も死傷）。連隊は、軍司令部へ武器・弾薬の空中補給を要請したが、弾薬は輸送機からの投下に失敗し補給できなかった。
一方、第40師団主力は第3師団の反転が順調に進んだため、反転を開始して歩兵第236連隊の救援に向かった。1月9日、師団は歩兵第236連隊との連絡に成功し、その撤収を援護して収容した（この時までに歩兵第236連隊の死傷者は約390名に達していた）。

### 影珠山の戦い
日本軍主力の反転援護のため南下してきた独立混成第9旅団は、1月6日にその途上（福臨舗付近）で中国軍（第58軍の一部）の襲撃を受けた。この襲撃を撃退した旅団は、中国軍が退却した影珠山への攻撃準備を進め、攻撃部隊には集成大隊（長：山崎茂大尉、200余名）が編成された。このとき、中国軍は影珠山付近に第20軍・第58軍（計5個師）を配置し、影珠山東側の道を北上する第3師団と、影珠山西側の道を北上する第6師団を迎え撃つ態勢を整えていた。
1月8日夜、山崎集成大隊は影珠山の北側から夜襲を敢行した。山崎大隊は9日未明までに僅かな損害で山頂へ突入したが、夜明けと共に中国軍の猛烈な反撃が始まった。日本軍の兵力が少ないことを知った中国軍は四周から近迫し、山崎大隊の損害も増加、弾薬も底をついた。大隊は軍曹1名を報告のために出発させた後、山崎隊長以下全員が玉砕した。影珠山攻撃は旅団独自の判断で、山崎大隊の突入と玉砕を知った阿南軍司令官は大きな衝撃をうけた。

### 重囲下の第6師団
第6師団の反転ルートは当初、影珠山西側の道（青山市―栗橋―銅盆寺）であったが、栗橋の隘路付近を中国第58軍が占拠し第99軍も進出しつつあることを知った軍司令部は、第6師団の栗橋隘路突破を心配していた。そして1月8日、軍司令部は第6師団へ影珠山東側ルート（青山市―麻林市―福臨舗）への変更を命じた。この時、すでに第6師団は前衛部隊を青山市から栗橋へ出発させており、神田師団長は突然の転進命令に困惑したが、悩んだ末命令に従うことにした。
8日夜ごろから転進を開始した第6師団であったが、中国軍の執拗な妨害と300余名の患者を抱えての前進は困難を極め、前衛部隊、師団主力、後衛部隊はそれぞれ分離した形で中国軍の重囲の中に入り込んでしまった。特に前衛の歩兵第13連隊は、麻林市付近において師団主力を援護するため、第3師団を追って北上してきた第4軍・第26軍・第78軍（計9個師）の重囲の中で防戦をおこなった。連隊の各部隊はそれぞれに中国軍の包囲を強行突破しながら少しずつ前進し、1月11日ごろ福臨舗付近へ到達した。

### 撤収完了
1月11日、第6師団主力と独立混成第9旅団は福臨舗を出発し、飛行隊の協力を得ながら友軍の収容陣地に入った。しかし、第6師団の殿軍となっていた歩兵第13連隊は、再び中国軍（第37軍）に前進を阻止され離脱することは出来なかった。包囲された歩兵第13連隊は夜間突破を計画したが弾薬が絶えていたため、突入してきた中国兵と白兵戦を展開した。1月12日朝、連隊主力救援のために駆けつけた第3大隊と南北から中国軍を挟撃し、歩兵第13連隊はようやく離脱することができた。しかし、今度は第3大隊が包囲されたため、九七式軽爆撃機15～16機（飛行第54戦隊)が中国軍を攻撃して大隊の離脱を援護した。
1月14日、各師団・旅団は汨水北岸を出発し北上を開始した。第3師団の正面には中国軍第140師（約3,000人）が陣地で待ち構えていたが、歩兵第68連隊が攻撃して潰走させた。第3師団は1月15日に作戦開始地点に集結し、1月20日までに帰還、第6師団は中国軍に遭遇することなく帰還し、第40師団も澤支隊・外園支隊を収容して1月16日ごろ帰還した。

## 結果

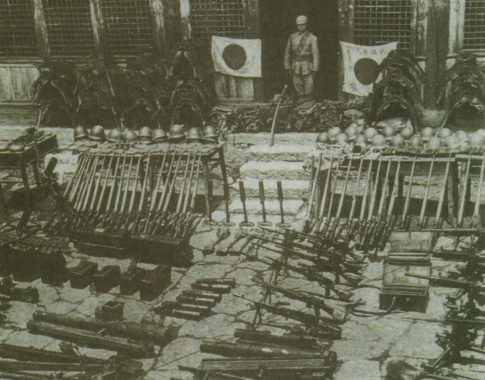
日本軍からの鹵獲品展示

第二次長沙作戦は当初、香港作戦に策応する形で開始されたが、汨水の線まで到達すると情報・兵站の十分な準備もないまま長沙への進攻を開始した。日本軍は、前回の第一次長沙作戦に比べ歩兵戦力が3分の2以下という兵力で、完全に準備を整えていた中国軍30個師の中へ飛び込んでいった。前回作戦で実際に中国側へ与えていたダメージは小さく、更に中国側が防衛準備を進めていたことを日本側は見誤っていた。
この作戦における日本軍（第11軍）の損害は、日本側主張は戦死1,591人、戦傷4,412人、中国側主張は戦死33,941人である。
また、この作戦で中国軍に与えた損害は、遺棄死体約28,612、捕虜1,065人であると報告されている。
重慶国民政府は長沙会戦における完全勝利を宣言、日本軍の損害を死傷56,944人、捕虜139人、鹵獲品多数と発表し、内外に対し戦勝の宣伝に努めた。アメリカ・イギリス両国からは祝電が届き、全国民から寄せられた戦勝祝賀献金は250万元以上に達した。これは、太平洋戦争の開戦以来、敗北が続いていた連合国陣営の中で唯一日本軍を撃退した「勝利」として一定の政治的な宣伝効果があった。しかしこの戦いの結果は、香港防衛戦にも太平洋方面の戦いにも戦略的な影響を与えることはなかった。戦後、蔣介石は「抗日戦でもっとも納得できる快勝」と回想し、日本側では第6師団長神田正種は「本作戦は阿南将軍の統帥としては、一寸拙かった。予は阿南さんの人格に絶大な尊敬を持つものであるが、この作戦計画にはどうも同意し兼ねる。」とし、第40師団長青木成一は「思い出したくもない、第二次長沙は恐怖の一言に尽きる」と評した。